# Xanthopimpla decurtata
Xanthopimpla decurtata är en stekelart som beskrevs av Krieger 1914. Xanthopimpla decurtata ingår i släktet Xanthopimpla och familjen brokparasitsteklar. Utöver nominatformen finns också underarten X. d. detruncata.